# 사랑해요
《사랑해요》는 엠씨 더 맥스의 보컬 이수의 솔로 1집 앨범의 리패키지 디지털 EP음반이다.
신곡 〈사랑해요〉를 수록하기 위해 만들어진 리패키지 디지털 음반으로, 서정적이면서도 곡 전개가 빠른 타이틀 곡 〈사랑해요〉와 전 앨범 《I Am...》의 일부 곡을 담았다.
초도한정으로 전 앨범 《I Am...》의 앨범에 추가로 〈사랑해요〉와 뮤직 비디오, 이수의 고화질 사진을 담은 일반 음반으로 발매되기도 했다.

## 곡
1. 사랑해요 (민명기 작곡, 최갑원 작사)
2. 난 그냥 노래할래 (이수 작사·곡·편곡)
3. 사랑후에 오는것들 (강우현 작곡, 양재선 작사, 서의성 편곡)
4. 기억통증 (한상원 작곡, 송기원 작사, 정구현 편곡)
5. The sound(feat. gavy nj 장희영) (이수 작사·곡·편곡)